# Drei Schwestern
Drei Schwestern är en bergstopp i Österrike och Liechtenstein. Den ligger på gränsen mellan distriktet Feldkirch i förbundslandet Vorarlberg och Liechtenstein. Toppen på Drei Schwestern är 2 052 meter över havet, eller 56 meter över den omgivande terrängen. Bredden vid basen är 0,63 km.